# Trigonotis

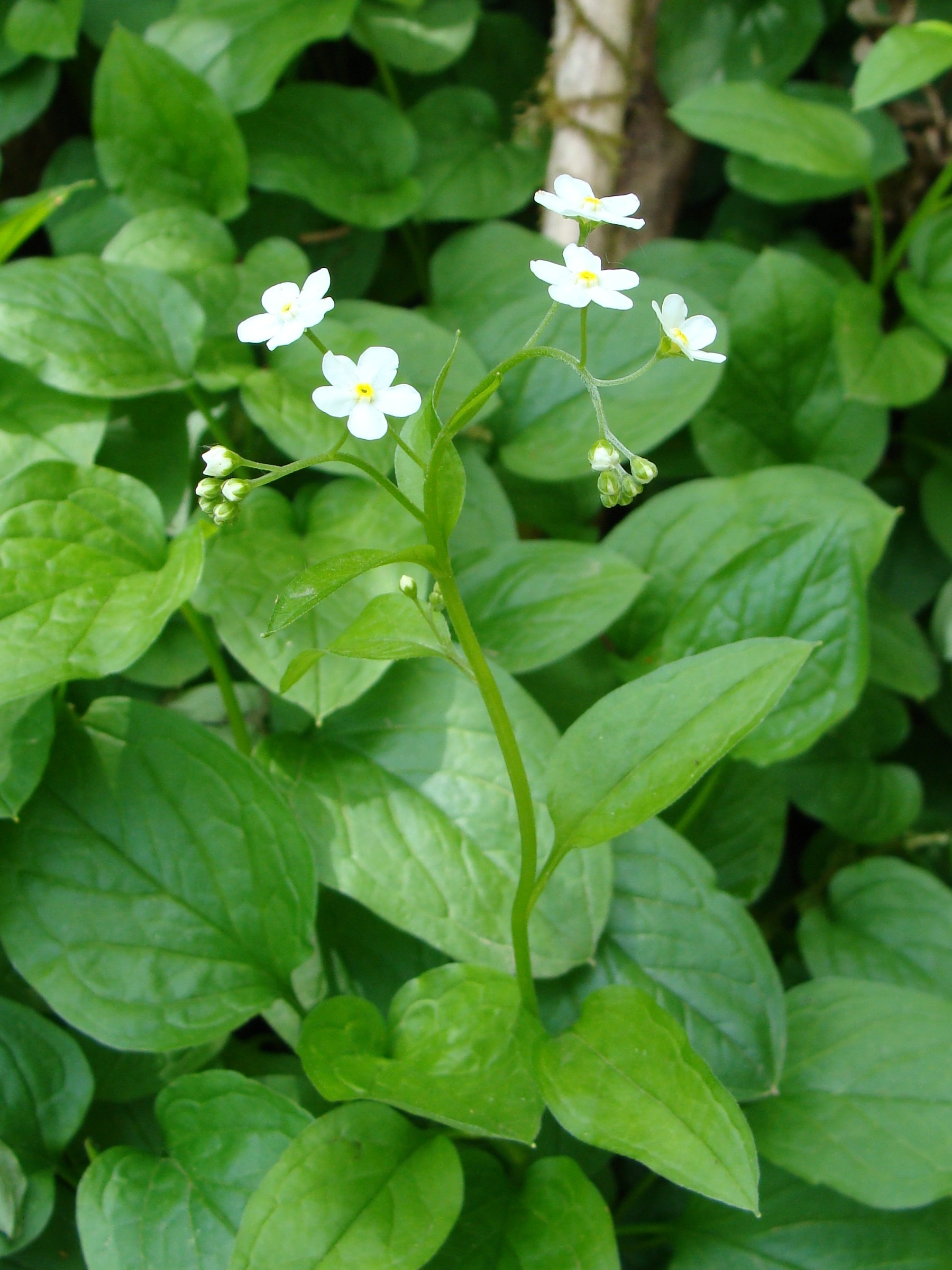
Trigonotis guilielmi

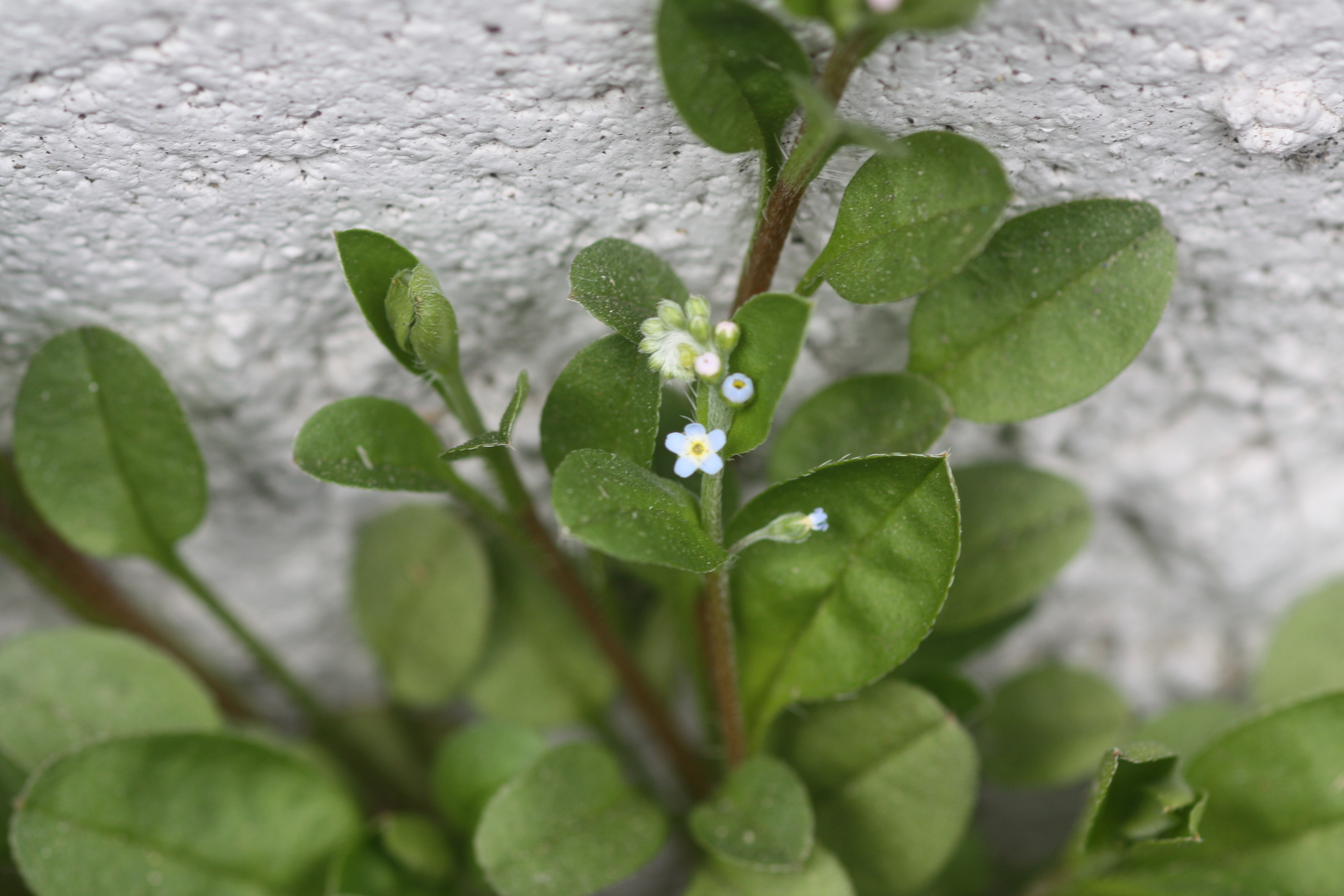
Trigonotis peduncularis

Trigonotis – rodzaj roślin należący do rodziny ogórecznikowatych (Boraginaceae), blisko spokrewniony z niezapominajką Myosotis (należą do tego samego plemienia). Obejmuje około 50–60 gatunków. Występują one głównie w Azji na obszarze od Himalajów po Japonię (w Chinach 39 gatunków, z czego 34 to endemity), ale jeden gatunek sięga południowo-wschodnich krańców Europy (T. peduncularis rośnie w rejonie Astrachania), a inny rośnie na Nowej Gwinei (T. papuana). Rośliny te rosną w miejscach nasłonecznionych, piaszczystych i skalistych, ale też w lasach i nad ciekami. Rzadko bywają uprawiane jako ozdobne, przy czym zwykle formy poduszkowe w ogrodach skalnych (np. T. rotundifolia) lub wyróżniające się srebrzystymi liśćmi T. omeiensis. 

## Morfologia
PokrójByliny i rośliny dwuletnie, rzadko jednoroczne. Pędy pojedyncze lub rozgałęzione do gęstych roślin poduszkowych, osiągają do 1 m wysokości. Pędy sztywno lub miękko owłosione, rzadko nagie.
LiścieSkrętoległe lub naprzeciwległe, pojedyncze, owłosione.
Kwiaty5-krotne, niebieskie lub białe, zebrane w skrętki pojedyncze lub rozgałęzione dichotomicznie. Działki kielicha zrośnięte tylko u nasady. Płatki korony zrośnięte u nasady w krótką rurkę z białymi osklepkami brodawkowatymi lub owłosionymi w gardzieli. Końce płatków rozpostarte i zaokrąglone tworzą koronę kółkową. Pręciki równej długości, zwykle krótsze od rurki korony, ich nitki są bardzo krótkie, a pylniki krótkie. Zalążnia górna, czterokomorowa, z pojedynczą szyjką słupka jeszcze krótszą od pręcików, nie wystającą z rurki korony.
OwoceRozłupnie rozpadające się na cztery drobne, lśniąco czarne, trójkanciaste rozłupki.

## Systematyka
Rodzaj należy do plemienia Myosotideae w podrodzinie Cynoglossoideae w obrębie rodziny ogórecznikowatych Boraginaceae.
Wykaz gatunków
- Trigonotis angustifolia (Ching J. Wang) W.T. Wang
- Trigonotis barkamensis Ching J. Wang
- Trigonotis borneensis (Stapf) I.M. Johnst.
- Trigonotis bracteata Ching J. Wang
- Trigonotis cavaleriei (H. Lév.) Hand.-Mazz.
- Trigonotis chengkouensis W.T. Wang
- Trigonotis cinereifolia Ching J. Wang
- Trigonotis compressa I.M. Johnst.
- Trigonotis corispermoides Ching J. Wang
- Trigonotis delicatula Hand.-Mazz.
- Trigonotis elevatovenosa Hayata
- Trigonotis floribunda I.M. Johnst.
- Trigonotis formosana Hayata
- Trigonotis funingensis H. Chuang
- Trigonotis giraldii Brand
- Trigonotis gracilipes I.M. Johnst.
- Trigonotis harrysmithii R.R. Mill
- Trigonotis heliotropifolia  Hand.-Mazz.
- Trigonotis jinfoshanica W.T. Wang
- Trigonotis laxa I.M. Johnst.1
- Trigonotis leucantha W.T. Wang
- Trigonotis leyeensis W.T. Wang
- Trigonotis longipes W.T. Wang
- Trigonotis longiramosa W.T. Wang
- Trigonotis macrophylla Vaniot
- Trigonotis mairei (H. Lév.) I.M. Johnst.
- Trigonotis microcarpa (DC.) Benth. ex C.B. Clarke
- Trigonotis mollis Hemsl.
- Trigonotis muliensis W.T. Wang
- Trigonotis myosotidea (Maxim.) Maxim.
- Trigonotis nandanensis Ching J. Wang
- Trigonotis nankotaizanensi s (Sasaki) Masam. & Ohwi
- Trigonotis omeiensis Matsuda
- Trigonotis opaca (I.M. Johnst.) I.M. Johnst.
- Trigonotis orbicularifolia  Ching J. Wang
- Trigonotis papuana (Hemsl.) I.M. Johnst.
- Trigonotis peduncularis (Trevir.) Steven ex Palib.
- Trigonotis petiolaris Maxim.
- Trigonotis procumbens (Warb.) I.M. Johnst.
- Trigonotis radicans Steven1
- Trigonotis robusta (I.M. Johnst.) I.M. Johnst.
- Trigonotis rockii I.M. Johnst.
- Trigonotis rotundata I.M. Johnst.
- Trigonotis tenera I.M. Johnst.
- Trigonotis tibetica (C.B. Clarke) I.M. Johnst.
- Trigonotis vestita (Hemsl.) I.M. Johnst.